# 小行星9890
小行星9890（英語：9890）是一颗围绕太阳公转的小行星。1995年9月20日，上田清二、金田宏在钏路市发现了此天体。
这颗小行星的绝对星等为281.1326046344855等。